# Pohiva Tuʻiʻonetoa
Pohiva Tuʻiʻonetoa (Talafo’ou, distrito de Lapaha, 31 de janeiro de 1951 – 19 de março de 2023) foi um contador e político tonganês que foi o 16° primeiro-ministro de Tonga entre 2019 e 2021. Tuʻiʻonetoa sucedeu a Semisi Sika, que havia servido como primeiro-ministro interino, desde a morte de ʻAkilisi Pōhiva.
Nascido em Talafo’ou, Tuʻiʻonetoa se formou no Institute of Certified Management Accountants (ICMA) da Nova Zelândia, em 1982, e depois na Universidade Monash em 1993. Ele possui um diploma em gestão financeira e um mestrado em administração de empresas. Ele também é um contador de gestão certificado.
Em 27 de setembro de 2019, Tu'i'onetoa foi eleito primeiro-ministro por quinze votos a favor contra oito para Semisi Sika, que atuou como primeiro-ministro interino. Tuʻiʻonetoa foi anunciado oficialmente no cargo pelo rei Tupou VI em 9 de outubro de 2019.